# Marine impériale chinoise
La marine impériale chinoise existe de 1132 durant la dynastie Song jusqu'à la fin de la dynastie Qing en 1912. Avant le XIIe siècle, les navires chinois ne sont pas organisés en une force unifiée. Après 1911, elle est remplacée par la marine de la république de Chine puis par la marine de l'armée populaire de libération après 1949.

## Rangs
- Amiral (Tidu)
- Commandant de flotte
- Commandant d'escadre

## Types de navires
Le navires d'avant le XIXe siècle sont faits de bois et sont de tailles diverses.
- Fu po (navire de guerre) - navires du XIXe siècle
- Hai hu (« faucons des mers »)
- Jonques de combat
- Louchuan (樓船) - navires à tourelles de la dynastie Ming
- Mengchong (en) - navires recouverts de cuir (période des Trois royaumes)
- Bateaux de rivières (durant la dynastie Song)
- Yu ting - bateaux de patrouille
- Zhan xian - jonques de combat
- Zou ge - barques volantes[Quoi ?]

Après la première guerre de l'opium, les Qing améliorent leur flotte avec des navires modernes venus d'Europe:
- Cuirassés
- Croiseurs
- Corvettes

## Bases
- Dinghai (à Zhoushan) - siège de l'amirauté au XIIe siècle
- Canton (actuelle Guangzhou) - base de la marine Qing à la fin du XIXe siècle
- Arsenal de Fuzhou (1866—1884, à Fuzhou) - chantier naval et école de la marine Qing à la fin du XIXe siècle ; chantier naval ancien
- Shanghai - base de la marine Qing à la fin du XIXe siècle
- Tianjin - base de la marine Qing à la fin du XIXe siècle et de l'académie navale
- île Liugong (1888, à Weihai) - lieu de fondation de la marine Qing et base de 1888 à 1898 ; sert plus tard comme base de la marine britannique jusqu'en 1930
- Weihaiwei (en) (à Weihai) - port ; sert comme base de la marine britannique de 1898 à 1930
- Dalian - développé comme base navale moderne à la fin du XIXe siècle juste avant d'être capturé par les Japonais durant la première guerre sino-japonaise. Acquis par les Russes en 1898 par un bail de 99 ans, au prix d'une intervention diplomatique au nom de la Chine, elle est une base navale russe jusqu'à la guerre russo-japonaise.

## Flottes
- Bateaux-trésor - Flotte expéditionnaire de l'amiral Zheng He durant ses voyages au XVe siècle
- Flotte de Beiyang - Flotte de la mer du Nord basée à Tianjin, établie en 1875
- Flotte de Nanyang (en) - Flotte de la mer du Sud basée à Shanghai
- Flotte de Guangdong (en) - basée à Canton (actuelle Guangzhou)
- Flotte du Fujian - basée à Fuzhou

## Source de la traduction
- (en) Cet article est partiellement ou en totalité issu de l’article de Wikipédia en anglais intitulé « Imperial Chinese Navy » (voir la liste des auteurs).